# بيتر برسيديس
بيتر برسيديس (بالألمانية: Peter Persidis)‏ (مواليد 8 مارس 1947) هو لاعب كرة قدم. يلعب مع منتخب النمسا لكرة القدم. سبق له أن لعب في كأس العالم لكرة القدم مع منتخب بلاده.

## روابط خارجية
- بيتر برسيديس على موقع الاتحاد الدولي (مؤرشف)  (الإنجليزية)
- بيتر برسيديس على موقع قاعدة بيانات كرة القدم.إي يو (الإنجليزية)
- بيتر برسيديس على موقع ناشيونال فوتبول تيمز (الإنجليزية)
- بيتر برسيديس على موقع عالم كرة القدم.نت (الإنجليزية)